# Mandaguari (kommun)
Mandaguari är en kommun i Brasilien.   Den ligger i delstaten Paraná, i den södra delen av landet, 900 km söder om huvudstaden Brasília. Antalet invånare är 32 669.
Följande samhällen finns i Mandaguari:
- Mandaguari

Runt Mandaguari är det i huvudsak tätbebyggt. Runt Mandaguari är det ganska tätbefolkat, med 104 invånare per kvadratkilometer.